# اسپریت اف تگزاس
اسپریت اف تگزاس (به انگلیسی: Spirit of Texas) یک بالگرد ساختِ کارخانهٔ بل هلیکوپتر در کشور ایالات متحده آمریکا و کانادا است. این بالگرد برای نخستین بار در ۱۹۸۲ میلادی مورد استفاده قرار گرفت.